# Dongdre-Kloster
Das Dongdre-Kloster (chin. Dongcheng si 东程寺 oder Dongzhou si 东周寺) oder Gatrindu-Dongdre-Kloster ist ein Kloster der Sakya-Schule des tibetischen Buddhismus im Kreis Chidu (tib.: khri ´du, Thridu) von Yushu (Qinghai) in Kham. Es wurde im 13. Jahrhundert gegründet.